# 普瓦捷大学

纹章

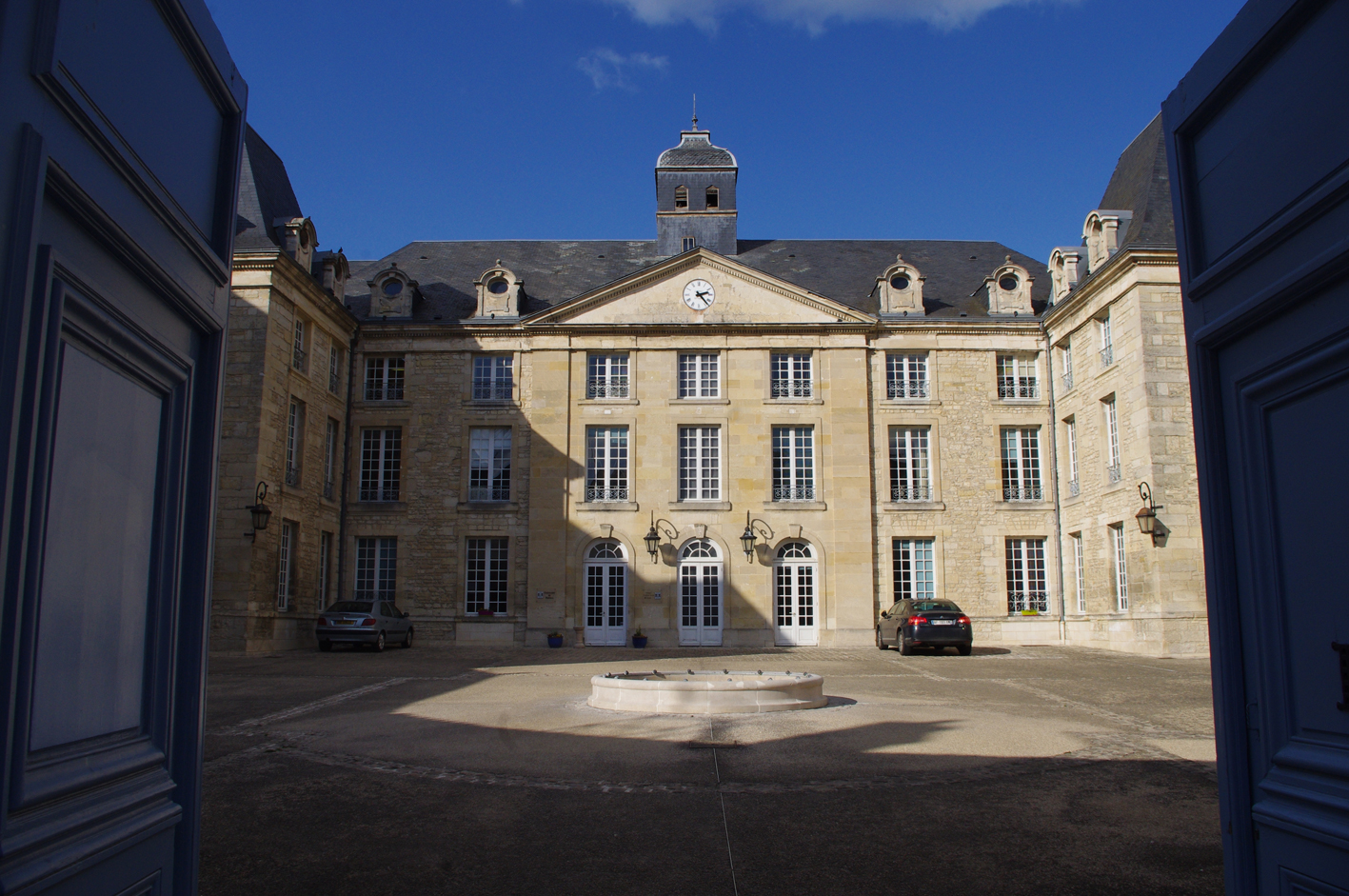
总部

普瓦捷大学 （法語：Université de Poitiers），始建于1431年,是欧洲最古老的大学之一。

## 介绍
普瓦提埃大学在1431年由尤金四世教皇创建，并由查理七世国王颁布法令批准。因此，普瓦提埃大学是欧洲最古老的大学之一，是由欧洲最古老、最声名卓著的大学组成的科英布拉集團的成员之一，同是成员还有德国的海德堡大学、哥廷根大学以及英国的布里斯托大学、爱丁堡大学等。
最初，普瓦提埃大学只有五个学院：神学院（Théologie），教会法学院（Droit canon），民法学院（Droit civil），医学院（Médecine）和艺术学院（Arts）。当时在学校读书的学生达到4000人之多，其声誉和规模在法国只有巴黎大学可以媲美，两所名校一同在欧洲享有崇高的声誉。普瓦捷大学为法国最古老的大学之一。15至16世纪，该校的学生中，不乏历史名人：诗人約阿希姆·杜·貝萊、作家盖茨•巴尔扎克、文豪弗朗索瓦·拉伯雷、哲学家和数学家勒内·笛卡尔……。如今，在普瓦捷，为纪念这些杰出的科学家和普瓦提埃大学校友，普瓦提埃大学的学生宿舍和街道通常以拉伯雷、笛卡尔等命名。校园面积25万平方米，大学生近2万4千人（博士研究生约1200人，硕士研究生近6000人）。可颁发国家文凭220种，大学文凭130种。
普瓦提埃大学目前由6个校区：主校区，市中心校区，未来影视城（Futuroscope）校区，尼奧爾校区、沙泰勒羅校区和昂古萊姆校区。
普瓦捷大学普瓦捷国立高等工程师学校成立于1984年。。
2005年，法国第一所、歐洲第二所孔子学院於普瓦捷大学成立。

## 学校组成
七个教学研究单位：
- 体育学院
- 法律与社会科学学院
- 语言文学院
- 医学院
- 经济学院
- 基础及应用科学院
- 人文学院

本校同样拥有：
- 普瓦捷国立高等工程师学校 (ENSIP)
- 普瓦捷工商管理学院 (IAE)
- 行政管理干部学院
- 工业风险与金融保险学院
- 师范学院
- 昂古莱姆技术学院
- 普瓦捷技术学院

## 知名学生
- 弗兰西斯·培根：英国哲学家
- 约阿希姆·杜·贝莱：诗人
- 勒内·笛卡儿 ：哲学家
- 亨利·科南·贝迪埃：科特迪瓦前总统
- 弗朗索瓦·拉伯雷：诗人，医生，作家
- 弗朗索瓦·韦达：数学家